# Technotronic
Technotronic (по-русски произносят Технотро́ник) — бельгийская музыкальная группа, основанная в 1987 году Джо Богартом.

## История
Джо Богарт приобрёл популярность в Европе как сольный исполнитель с различными бит-проектами, включая Acts of Madmen и Nux Nemo. Вместе с рэпершей Мануэлой Камози (Ya Kid K) он спродюсировал сингл Pump Up the Jam, который изначально был инструментальной композицией, выпущенной под названием The Pro 24s. Песня имела всемирный успех и в конце 1989 — начале 1990 годов заняла 2-е место в чартах US Hot 100 и UK Singles Chart. Также в 1989 году Камози записала вокал для сингла Spin That Wheel, спродюсированного Богартом под другим псевдонимом Hi-Tek 3, а Ya Kid K была указана в качестве приглашенного исполнителя. Эта оригинальная версия была выпущена The Brothers Organization совместно с Telstar Records UK в начале 1990 года и заняла 69-е место в британском чарте.
Успех первого сингла проекта привел к выпуску альбома Pump Up the Jam: The Album, в который вошли треки Ya Kid K и MC Eric. В течение 1990 года альбом поднялся в десятку лучших в Billboard 200 в США и занял 2-е место в британском чарте альбомов. Они также выступили на разогреве у Мадонны и появлялись в различных шоу. Именно в это время Ya Kid K стала упоминаться в синглах Technotronic, поскольку она была фактической вокалисткой.
Третьим хитом, который попал британский чарт Top 40 стал This Beat Is Technotronic с участием MC Eric вместо Ya Kid K; хотя она снова была вокалисткой четвертого британского хита Rockin 'Over The Beat (9-е место в Великобритании). Эта песня также вошла в десятку лучших во многих странах.
В сентябре 1990 года The Brothers Organization переиздали сингл Hi-Tek 3 вместе с фильмом «Черепашки-ниндзя», который шел в кинотеатрах Великобритании в ноябре 1990 года (он был показан в кинотеатрах США) за несколько месяцев до этого. Песня, которая теперь называется Spin That Wheel (Turtles Get Real), с измененным текстом, в котором исключены упоминания об употреблении наркотиков, заняла 15-е место в британском чарте, и ее можно найти в альбоме Teenage Mutant Ninja Turtles.
Был выпущен Megamix, в который вошли многие из предыдущих хитов Technotronic. Этот сингл занял 6-е место в Великобритании. Сингл Megamix также появился в альбоме ремиксов Trip on This: The Remixes, выпущенном в конце 1990 года компанией ARS и лицензированном для Telstar в Великобритании и SBK в США.
В 1991 году Ya Kid K покинула Technotronic, чтобы заняться сольной карьерой, выпустив в 1991 году сингл Awesome (You Are My Hero) из саундтрека к фильму «Черепашки-ниндзя 2: Секрет слизи», а в 1992 году — соло-альбом One World Nation. Ни один из них не имел коммерческого успеха.
Трек Turn It Up не попал в чарты синглов. Мелисса и Эйнштейн вскоре были заменены в Technotronic новым вокалистом Реджи (Режан Маглуар).

## Дискография

### Студийные альбомы
| Pump Up the Jam: The Album                                                    | - Выпущен: 28 ноября 1989 - Лейбл: ARS Productions SBK Records / EMI (Сев. Америка) - Форматы: CD, MC и т. д.   | 22 | 3  | 10 | 16 | 18 | 4  | 17 | 2  | 10 | - CAN: 4× Platinum - UK: Platinum |
| Trip on This: The Remixes                                                     | - Выпущен: 18 сентября 1990 - Лейбл: ARS Productions SBK Records / EMI (Сев. Америка) - Форматы: CD, MC и т. д. | 50 | —  | —  | —  | —  | —  | —  | 7  | —  | - CAN: Gold - UK: Silver          |
| Body to Body                                                                  | - Выпущен: 1991 - Лейбл: Transistor Music - Форматы: CD и т. д.                                                 | —  | 25 | 42 | —  | —  | 17 | —  | 27 | —  |                                   |
| The Greatest Hits                                                             | - Выпущен: 25 октября 1993 - Лейбл: ARS Productions - Форматы: CD и т. д.                                       | 48 | —  | —  | —  | —  | —  | —  | —  | —  |                                   |
| Recall                                                                        | - Выпущен: 1995 - Лейбл: ARS Productions SBK Records / EMI (Сев. Америка) - Форматы: CD, MC и т. д.             | —  | —  | —  | —  | —  | —  | —  | —  | —  |                                   |
| «—» означает, что альбом не попал в чарты или не был выпущен в данной стране. | |    |    |    |    |    |    |    |    |    |                                   |

### Синглы
| Год                                                                        | Название                                                 | Наивысшие позиции в чартах | Наивысшие позиции в чартах | Наивысшие позиции в чартах | Наивысшие позиции в чартах | Наивысшие позиции в чартах | Наивысшие позиции в чартах | Наивысшие позиции в чартах | Наивысшие позиции в чартах | Наивысшие позиции в чартах | Наивысшие позиции в чартах | Наивысшие позиции в чартах | Наивысшие позиции в чартах | Наивысшие позиции в чартах | Сертификации (пороги продаж)            | Альбом                      |
| Год                                                                        | Название                                                 | AUS                        | AUT                        | BEL (FLA)                  | FRA                        | GER                        | IRE                        | NED                        | NZ                         | SPA                        | SUI                        | SWE                        | UK                         | US                         | Сертификации (пороги продаж)            | Альбом                      |
| -------------------------------------------------------------------------- | -------------------------------------------------------- | -------------------------- | -------------------------- | -------------------------- | -------------------------- | -------------------------- | -------------------------- | -------------------------- | -------------------------- | -------------------------- | -------------------------- | -------------------------- | -------------------------- | -------------------------- | --------------------------------------- | --------------------------- |
| 1989                                                                       | «Pump Up the Jam» (с участ. Фелли)                       | 4                          | 2                          | 1                          | 7                          | 2                          | —                          | 2                          | 4                          | 1                          | 2                          | 4                          | 2                          | 2                          | - NED: Gold - UK: Gold - US: Platinum   | Pump Up the Jam — The Album |
| 1990                                                                       | «Get Up! (Before the Night Is Over)» (с участ. Ya Kid K) | 7                          | 2                          | 1                          | 2                          | 2                          | 2                          | 2                          | 7                          | 1                          | 1                          | 4                          | 2                          | 7                          | - FRA: Silver - UK: Silver - U.S.: Gold | Pump Up the Jam — The Album |
| 1990                                                                       | «This Beat Is Technotronic» (с участ. Эм-си Эрика)       | 27                         | —                          | 7                          | 18                         | 10                         | 5                          | 7                          | 38                         | 11                         | 8                          | —                          | 14                         | —                          |                                         | Pump Up the Jam — The Album |
| 1990                                                                       | «Rockin' Over the Beat» (с участ. Ya Kid K)              | 53                         | —                          | 16                         | 20                         | 18                         | 11                         | —                          | —                          | —                          | 10                         | —                          | 9                          | 95                         |                                         | Pump Up the Jam — The Album |
| 1990                                                                       | «Megamix»                                                | 13                         | —                          | 8                          | 10                         | 9                          | 4                          | 18                         | —                          | —                          | 7                          | —                          | 6                          | —                          |                                         | Trip on This — The Remixes  |
| 1990                                                                       | «Turn It Up» (с участ. Мелиссы и Эйнштейна)              | 87                         | —                          | 39                         | 33                         | —                          | 26                         | —                          | —                          | —                          | —                          | —                          | 42                         | —                          |                                         | Trip on This — The Remixes  |
| 1991                                                                       | «Move That Body» (с участ. Реджи)                        | 27                         | —                          | 18                         | 25                         | 19                         | 3                          | 38                         | —                          | 14                         | 10                         | 33                         | 12                         | —                          |                                         | Body to Body                |
| 1991                                                                       | «Work» (с участ. Реджи)                                  | 92                         | —                          | 21                         | —                          | —                          | 12                         | —                          | —                          | —                          | 24                         | —                          | 40                         | —                          |                                         | Body to Body                |
| 1991                                                                       | «Money Makes the World Go Round» (с участ. Реджи)        | —                          | —                          | —                          | —                          | —                          | —                          | —                          | —                          | —                          | —                          | —                          | —                          | —                          |                                         | Body to Body                |
| 1992                                                                       | «Move This» (с участ. Ya Kid K)                          | 67                         | —                          | —                          | —                          | —                          | —                          | —                          | —                          | —                          | —                          | —                          | —                          | 6                          |                                         | The Greatest Hits           |
| 1993                                                                       | «Hey Yoh, Here We Go» (с участ. Ya Kid K)                | —                          | —                          | 48                         | —                          | —                          | —                          | —                          | —                          | —                          | —                          | —                          | —                          | —                          |                                         | The Greatest Hits           |
| 1994                                                                       | «One + One» (с участ. Ya Kid K)                          | —                          | —                          | —                          | —                          | —                          | —                          | —                          | —                          | —                          | —                          | —                          | —                          | —                          |                                         | The Greatest Hits           |
| 1994                                                                       | «Move It to the Rhythm» (с участ. Ya Kid K)              | 52                         | —                          | 50                         | —                          | —                          | —                          | —                          | —                          | —                          | —                          | —                          | —                          | 83                         |                                         | Recall                      |
| 1995                                                                       | «Recall» (с участ. Ya Kid K)                             | —                          | —                          | —                          | —                          | —                          | —                          | —                          | —                          | —                          | —                          | —                          | —                          | —                          |                                         | Recall                      |
| 1996                                                                       | «I Want You By My Side»                                  | —                          | —                          | 31                         | —                          | —                          | —                          | —                          | —                          | —                          | —                          | —                          | —                          | —                          |                                         | Recall                      |
| 1996                                                                       | «Crazy»                                                  | —                          | —                          | —                          | —                          | —                          | —                          | —                          | —                          | —                          | —                          | —                          | —                          | —                          |                                         | —                           |
| 1996                                                                       | «Pump Up The Jam — The '96 Sequel»                       | —                          | —                          | —                          | —                          | —                          | —                          | —                          | —                          | —                          | —                          | —                          | 36                         | —                          |                                         | Pump Up The Hits            |
| 1998                                                                       | «Get Up — The '98 Sequel»                                | —                          | —                          | —                          | —                          | 91                         | —                          | —                          | —                          | —                          | —                          | —                          | —                          | —                          |                                         | Pump Up The Hits            |
| 1999                                                                       | «Like This» (с участ. Monday Midnite)                    | —                          | —                          | 9                          | —                          | —                          | —                          | —                          | —                          | —                          | —                          | —                          | —                          | —                          |                                         | singles only                |
| 2000                                                                       | «The G-Train» (с участ. Monday Midnite)                  | —                          | —                          | 39                         | —                          | —                          | —                          | —                          | —                          | —                          | —                          | —                          | —                          | —                          |                                         | singles only                |
| 2000                                                                       | «The Mariachi» (с участ. Ya Kid K)                       | —                          | —                          | 27                         | —                          | —                          | —                          | —                          | —                          | —                          | —                          | —                          | —                          | —                          |                                         | singles only                |
| «—» означает, что сингл не попал в чарты или не был издан в данной стране. |                                                          |                            |                            |                            |                            |                            |                            |                            |                            |                            |                            |                            |                            |                            |                                         |                             |

### Hi Tek 3
| 1990                                                                       | «Spin That Wheel» (с участ. Ya Kid K)      | 21 | 24 | 15 | 5 | 10 | 69 | 39 | 3 | The Easiest Way |
| 1990                                                                       | «Come On And Dance» (с участ. MC Shamrock) | —  | —  | 88 | — | —  | —  | —  | — | The Easiest Way |
| «—» означает, что сингл не попал в чарты или не был издан в данной стране. |                                            |    |    |    |   |    |    |    |   |                 |